# ナイトピープル
『ナイトピープル』は、2013年に公開された日本映画。

## 概要
監督は門井肇、主演は佐藤江梨子。PG12指定。原作は逢坂剛の短編小説「都会の野獣」（『情状鑑定人』所収）。監督にとっては吉村昭の短編小説「休暇」を映画化した『休暇』（2007年）、連城三紀彦の短編小説「棚の隅」を映画化した『棚の隅』（2008年）に続き、文芸作品3作目の映像化作品となる。本作は昔の短編を映画化することを好む小池和洋プロデューサーから原作を薦められて読み、逢坂剛の作品の中でもあえてアクションの入っていないこの話を逢坂チックにアクションを足し、現代に置き換えてみたらどうなるかという話から企画がスタートした。そしてシナリオライターやカメラマン、アクション監督やガンコーディネーターなど、スタッフはジョニー・トー監督をはじめとする香港映画が好きなメンバーで構成された。
タイトルは作家バリー・ギフォードの同名作品から取ったもの、そして冒頭に登場する「陳会（のぶるかい）」はハードボイルド小説の熱烈な信奉者である内藤陳の本名を基にしている。
原作をそのまま映像化するのではなく、さらなる逆転劇を盛り込んだ展開は原作者である逢坂も絶賛している。
甲宝シネマやシアターセントラルBe館で2013年1月19日に先行上映、1月26日よりシネマート新宿ほか全国で順次公開された。

## あらすじ
マスター・木村信治が1人で経営している路地裏のワインバー「Night People」にある日、履歴書を持った女が雇ってほしいと現れる。女は杉野萌子と名乗り、デザインの勉強でローマに留学の経験もあるという。その日の夜から働きはじめ客の評判も上々であったが、ただ一人、昔からの知り合いである花宮慧子は、萌子が信治の元恋人ですでに亡くなっている岡井里枝に似ていることを早くから見抜いていた。
ある夜、曾根という男が店に現れ、「どこかで見たことあるなぁ」と萌子に絡む。杉本を見た萌子は明らかに様子がおかしくなる。別の日、昼間に店にやってきた杉本は信治に、萌子の本名が”松山のり子”であり、主犯である大石という男と組んで強盗を行った女であると話す。自分はそれを追う警視庁交通課（元捜査一課）の刑事であり、盗んだ金は数百万だと言われているが実は公になってない大物議員の裏金・2億がまだあるため、未だ行方不明の大石といつか落ち合って金のやりとりがあるはずだからそれを張っているのだと話す。そんな2人の様子を出勤してきて見た萌子は全てを悟り店を辞めようとするが、いつしか萌子に特別な感情を抱くようになっていた信治はそれを引き留める。新しい制服を渡し、これまで通り自分の店で働かせようとする信治だったが、花宮は曾根と萌子がホテルのラウンジで密会している写真を信治に突き付け、2人はグルだから早くクビにしなさいと助言する。萌子と曾根が一緒にいる現場を自分でも目撃した信治はホテルで萌子を追及する。しかし萌子は逆に、「あなたも同類でしょ？」と信治の過去について知っているそぶりを見せ、「曾根を殺してくれたら私と2億はあなたのものよ」とテトロドトキシンの粉末を渡す。
数日後、曾根の部屋に粉末を隠し持った信治の姿があった。「あの女は危険だから殺そう」と手を組むふりをして、曾根の目を盗んで飲み物に粉末を混ぜて飲ませることに成功し、曾根は苦しんで倒れる。萌子と落ち合い、2億円の隠し場所に案内してもらう信治だったが、そこで1枚の写真を見る。そこには萌子ともう1人、瓜二つの女が写っていた。そして萌子は自分が信治の元恋人の岡井里枝の姉の岡井美枝であると告白する。「あなたが里枝を殺したんでしょ」という質問を萌子がぶつけると、「…あぁ。俺がマンションから突き落としたんだ」と信治は答えた。するとそこに死んだはずの曾根が現れる。
誰が誰を騙し、誰が真実を述べているのか。そして2億円の行方は？

## キャスト
- 杉野萌子（岡井美枝） - 佐藤江梨子[6][7]
- 木村信治 - 北村一輝[8]
- 花宮慧子 - 若村麻由美
- 葛西 - 三元雅芸[9]
- 曾根刑事 - 杉本哲太
- カツムラ[2] - 阪田マサノブ
- 田中隆三
- 谷本一
- 伊佐山ひろ子
- 伊藤俊彦
- 安部智凛
- ガンビーノ小林

## スタッフ
- 監督 - 門井肇[2][10]
- 原作 - 逢坂剛「都会の野獣」（文春文庫刊『情状鑑定人』所収）
- 脚本 - 港岳彦
- プロデューサー - 小池和洋、岩本光弘
- 音楽 - 風カヲル時
- 撮影 - 早坂伸（JSC）
- 製作 - 佐々木英夫、池崎嘉康、小泉健、吉田侑、丹沢良治、功刀亜紀、山本武一、川上明彦
- 美術 - 高橋努
- 照明 - 福長弘章
- 録音 - 高島良太
- 編集 - 有馬顕
- スチール - 五味護
- 助監督 - 根木裕介
- 製作担当 - 榊田茂樹
- ラインプロデューサー - 戸山剛
- アクション監督 - 鈴村正樹
- 製作会社 - 「ナイトピープル」製作委員会（エイディーエム、アットエンタテインメント、川上事務所、小泉産業、株式会社タンザワ、ダイヤ商事、山本基礎工業、マチコレ!、リトルバード）
- 特別協力 - 山梨日日新聞社、山梨放送
- 製作協力 - プロダクション花城
- 企画協力 - 文藝春秋
- 配給 - 太秦

## 製作
主演の佐藤江梨子と北村一輝は初共演となる。その他、「腹に一物を持った演技が出来そうな人」ということで若村麻由美や三元雅芸、杉本哲太や阪田マサノブなど、個性豊かな俳優陣が映画オリジナルのキャラクターを含めてキャスティングされた。誰が本当に悪い人間かがわからないという登場人物の騙し合いや駆け引きなどの心理戦がこの映画の最大の見どころであり、北村はシナリオを読んだ時点で気に入ってマネージャーに「やりたい」と即答したほどだったが、観客にヒントをどこまで見せるかというさじ加減の難しさには監督も役者もそれぞれ頭を悩ませた。北村は思わせぶりな目線や手の細かい動きなど、芝居のちょっとしたニュアンスをどう見せられるかだけを意識して撮影に臨み、後は監督に任せたと話している。
佐藤は時には甘い言葉で殺人をそそのかし、時にはそれまでの顔つきを一変させてすごむという裏表あるミステリアスな悪女・萌子役について、キャラクターがコロコロ変わるつかみどころのない役で悩みながらも、アクションやキスシーンなど楽しく演じたと話す。「おっさん、話長いんだよ!」という萌子の捨て台詞はシナリオライターの一押しで、観た者の印象にも残るものとなった。物語の後半には葛西というやくざのキャラクターを登場させ、原作にはないアクションシーンがあえて追加された。葛西を演じた三元は、プロデューサーに「イメージは『ブラック・レイン』の松田優作で」と言われ、プレッシャーを感じたと話している。街中の銃撃戦が企画の段階からの大事なテーマで、この映画のもう1つの見どころでもあるが、それを木村や萌子が仕掛ける設定にしてしまうと原作とも異なり、監督の「悪い登場人物でも憎めない人にしたい」というモットーにも反するため、葛西を中心としたアクション担当の物語を作り、2つの話をリンクさせる展開にした。葛西の登場には火を使ったパフォーマンスのシーンが入るが、暗い中での火が葛西の激しい感情を表せると思い、紹介された山梨の活動家たちを採用して作品に組み込んだ。また、信治と萌子が惹かれあうシーンも原作のままだと信治が悪いだけの人物になってしまうからと追加されたものである。同じ理由で信治には銃を一度も撃たせなかったが、萌子役の佐藤は男性顔負けの激しいガンアクションをこなした。しかしながら銃に関しては素人という設定であるため、当たりすぎたり弾の装填に慣れすぎていないようにとこだわって演出されている。劇中では若村麻由美演じる花宮慧子もショットガンを撃つが、これは「男性の観客の目に魅力的に映ったらしく、とても人気があった」と監督は話している。葛西役の三元にとって北村は映画を全部観るほどの憧れの俳優であったが、役の設定上、あえて話しかけることを避けて撮影に臨んでいた。しかし北村は三元の真意に気付いており、三元の撮了時に北村がわざわざ顔を見せ、一緒に飲みに行ってねぎらったというエピソードがある。
甲府市や甲斐市など、撮影は全て山梨県内で行われ、銃撃戦の撮影は実際の暴力団抗争の中心地で、「ここから先は縄張りが違うから危ない」と言われるような危険と隣り合わせの現場で撮影された。甲府の商店街では完全封鎖が難しく、車を通しながら撮影を続けたため、演じている背後にはリアルに通行する車が映っている。
監督のお気に入りはペンションで信治と萌子が隣同士に座り、互いに過去を打ち明けるシーン。元々はペンションの外での撮影が予定されていたが、気温マイナス15度の中大雪が降ったために急遽カメラマンのアイデアでペンションのロビーに撮影場所を変更した。しかしこれが功を奏し、窓から差し込む光の具合で異質な空間ができあがり、心情描写に合った心温まる絵が撮れ、編集で短くされることなく全てが使われた。この他にも、実は薬を飲んでいないことを示すシーンは北村のアイデアが使われ、曾根のトレードマークのマフラーは杉本の意見で追加されるなど、監督・スタッフ・役者の様々な意見を取り入れながら撮影された。
今作はエンターテイメントに振り切った作品であり、後味を悪くすることだけは避けたいという監督の意向で、あえてベタな展開で明るく終わるような結末となっている。